# 祖国的花朵
《祖国的花朵》是中国长春电影制片厂在1955年拍摄的反映中华人民共和国建国后儿童生活的黑白电影。

## 角色
- 张筠英：杨永丽
- 李锡祥：江林
- 赵维勤：梁惠明
- 郭允泰：杨志平（志愿军士兵）
- 石　灵：杨永丽的母亲
- 吕大渝：小队长刘菊

儿童演员：赵维勤、张筠英、李锡祥、吕大渝、柳青、陈克然、吴文敏、梁玉章、高光、郭言、姚相、刘家彬、王玲、张金兰、王光如、蔡新和、范基伯等二十个孩子。

## 剧情
在北京的“北京小学”（虚拟学校名）的五年级甲班，一共有四十几个同学，他们都是天真、活泼、聪明的孩子；只有调皮捣蛋、不好好学习的江林和骄傲、不合群、不关心别人的杨永丽还没有加入少先队。
6月1日同学们在中山公园与回国的志愿军叔叔联欢，志愿军战士杨志平注意到那两个孩子没有戴上红领巾。临分别时嘱咐孩子们：“希望你们要好好学习、互相帮助，争取做一个最好的模范班。”五甲班里的学生梁惠明深受感动，决心帮助江林和杨永丽上进，但两人都不领梁惠明的情，她为此感到伤心，同学们都同情梁惠明，都觉得对江林、杨永丽这两个人没有办法。
五甲班的班主任冯老师则从旁勉励众同学要耐心教导两人。后来众学生找江林来做氧气试验，先引起他学习的兴趣，再慢慢帮助他培养学习习惯。当杨永丽烫伤了脚不能来上课的时候，他们帮助她补功课，使她能和大家一起参加考试。同学们真诚的帮助终于感动了杨永丽和江林，他们开始转变了，暑假里他们互相帮助共同进步。
暑假结束后，五甲班全体同学升入了六年级。江林和杨永丽因表现有所进步而加入了少先队。

## 插曲
- 让我们荡起双桨
- 小松树

## 影响
- 由于本片主要讲述儿童生活，所以片名祖国的花朵后来成为中国人对儿童的常用赞美之词。
- 歌曲《让我们荡起双桨》后来被收入中国小学音乐教科书，成为被广泛传唱至今的中国儿歌。